# ソフォニスバ、驚くべき女人

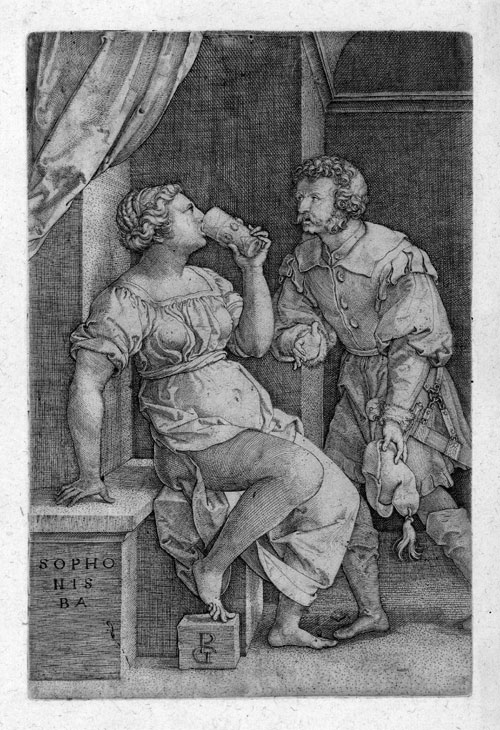

『ソフォニスバ、驚くべき女人』(ソフォニスバ おどろくべきにょにん、英: The Wonder of Women, or The Tragedy of Sophonisba）は、ジョン・マーストン作によるイングランドの戯曲である。1605年から1606年頃に少年劇団によりブラックフライアーズ座で初演されたと考えられている。第二次ポエニ戦争時に実在した女性ソフォニスバの生涯に取材している。

## あらすじ
カルタゴの将軍アスドルバルの娘ソフォニスバは領主マシニッサと結婚するが、結婚初夜にローマとカルタゴの間に戦争が勃発したためマシニッサは戦地に向かう。アスドルバルはカルタゴを守るため義理の息子マシニッサの恋敵シュファクスと結び、シュファクスはソフォニスバをマシニッサと別れさせて我がものにしようと企む。これを察知したソフォニスバは黒人の召使いヴァングを自分のかわりに寝所に送って時間を稼ぎ、侍女のザンスィアと森に逃げるが危うくシュファクスに強姦されそうになる。ソフォニスバがナイフを取り出してシュファクスを脅したため、シュファクスはあきらめてソフォニスバを下がらせ、魔女エリクトを呼んでソフォニスバへの想いをかなえたいと頼む。エリクトはソフォニスバの姿になって現れ、シュファクスの願いをかなえてやるが、それに気付いたシュファクスは激怒する。戦場でシュファクスはローマ側についたマシニッサと一騎討ちで戦い、シュファクスが敗北してとらえられる。シュファクスは腹いせにローマの将軍スキピオに向かってソフォニスバを中傷し、ローマに対する謀反をあおる悪女であると伝えたので、スキピオはソフォニスバを捕虜として凱旋の見せしめにローマへ連れて帰ることに決める。マシニッサはそれをきいて衝撃を受け、ソフォニスバは捕虜の恥辱を受けることを拒んでマシニッサにもらった毒を飲んで自殺する。

## 備考
- ナサニエル・リーが1676年に発表した戯曲『ソフォニスバ、または打倒されたハンニバル』（Sophonisba, or Hannibal's Overthrow）は、同じ人物を題材する。
- T・S・エリオットは本作を極めて高く評価した[1]。